# Authuille
Authuille ist eine französische Gemeinde mit 157 Einwohnern (Stand 1. Januar 2022) im Département Somme in der Region Hauts-de-France. Sie gehört zum Arrondissement Péronne und zum Kanton Albert und ist Mitglied im Gemeindeverband Communauté de communes du Pays du Coquelicot.
| Jahr      | 1962 | 1968 | 1975 | 1982 | 1990 | 1999 | 2006 |
| --------- | ---- | ---- | ---- | ---- | ---- | ---- | ---- |
| Einwohner | 110  | 112  | 123  | 144  | 162  | 167  | 165  |